# Железничка станица Косово Поље
Железничка станица Косово Поље (алб. Stacioni hekurudhor në Fushë Kosovë) је железничка станица у Косову Пољу. Највећа је железничка станица на Косову и Метохији.
Налази се у Косовском управном округу, где се налази и Железничка станица Приштина.
Септембра 1999. године, после Рата на Косову и Метохији, на станицу Косово Поље стигао је воз са 400 тона међународне помоћи, који је пропутовао од Уједињеног Краљевства, кроз Евротунел.